# 斎島

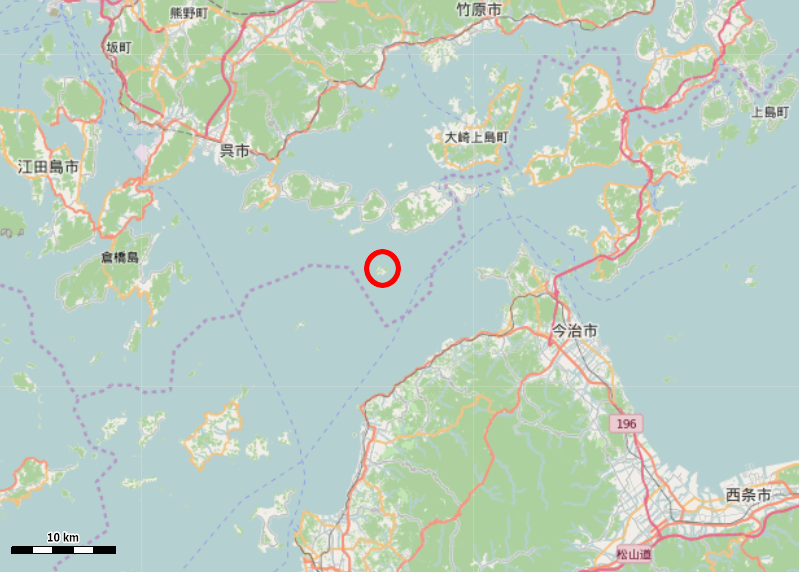
周辺

斎島（いつきしま）は、瀬戸内海の中西部、芸予諸島の島。離島で、有人島である。

## 地理
斎灘にぽつんと浮かぶ有人島。豊島の南約6.0kmに位置する。豊島は安芸灘とびしま海道によって本州の広島県呉市中心部とは結ばれているが、斎島は結ばれておらず離島になる（離島振興法対象地域指定あり）。
面積0.70km2、周囲約4.3km（2010年度）。大部分が山地で平野は狭い。最高点は集落の南西にある89.2mの小高い山。

## 自然
地質はほぼ花崗岩。気候は瀬戸内海式気候。周辺は良質な漁場であり、冬になるとアビ（シロエリオオハム）が飛来し、島の北側の海域が「アビ渡来群游海面」として国の天然記念物に指定されている。1931年アビ渡来群游海面として天然記念物の指定を受けている。アビ自体は、1982年には900羽が飛来していたが、瀬戸内海の環境変化や密漁事件によって1989年以降は100羽台の飛来数にとどまっている。この地で盛んだったアビ漁は1988年以降は行われていない。人口減少により閉校していた小学校を用い、1997年宿泊施設兼アビ漁の資料館として「あびの里いつき」を旧豊浜町が整備したものの、集客力減少により2009年に休館している。

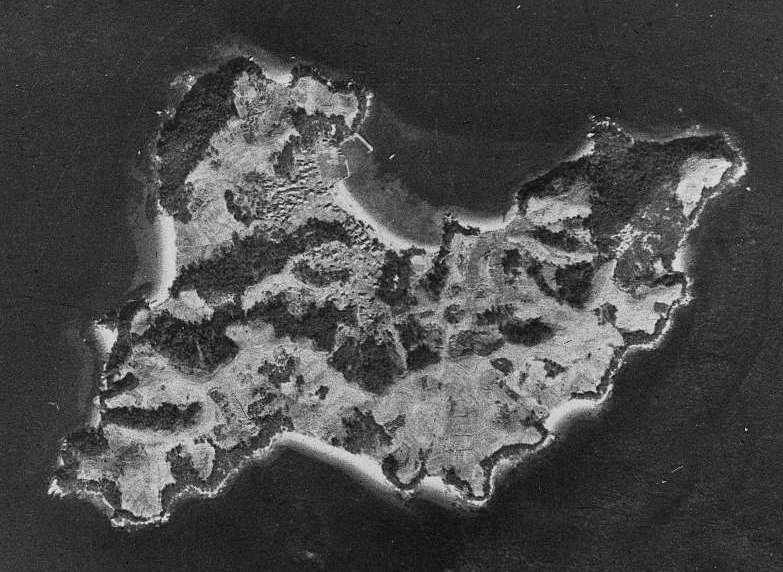
1948年アメリカ軍撮影。ほぼハゲ山になっている。
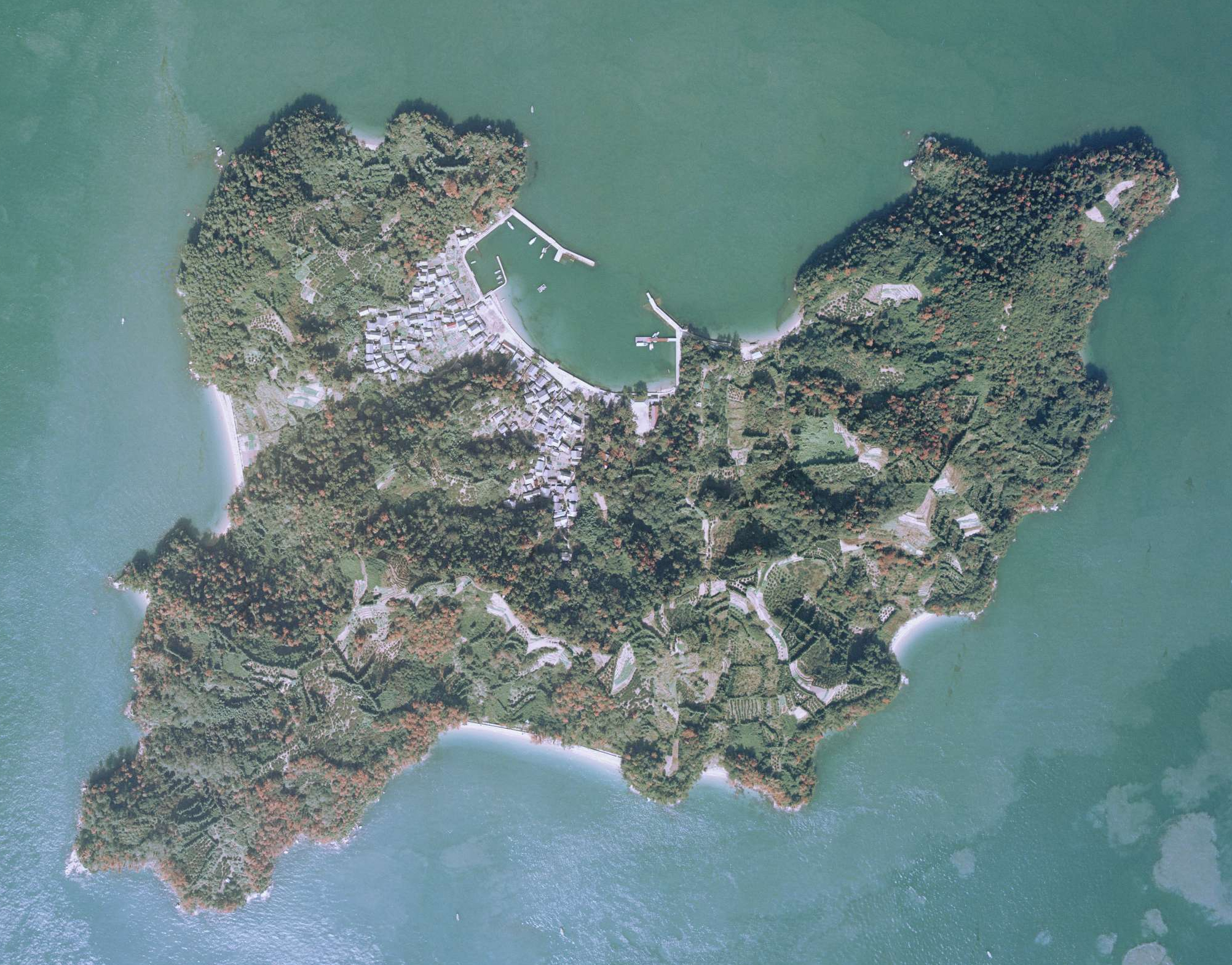
1981年
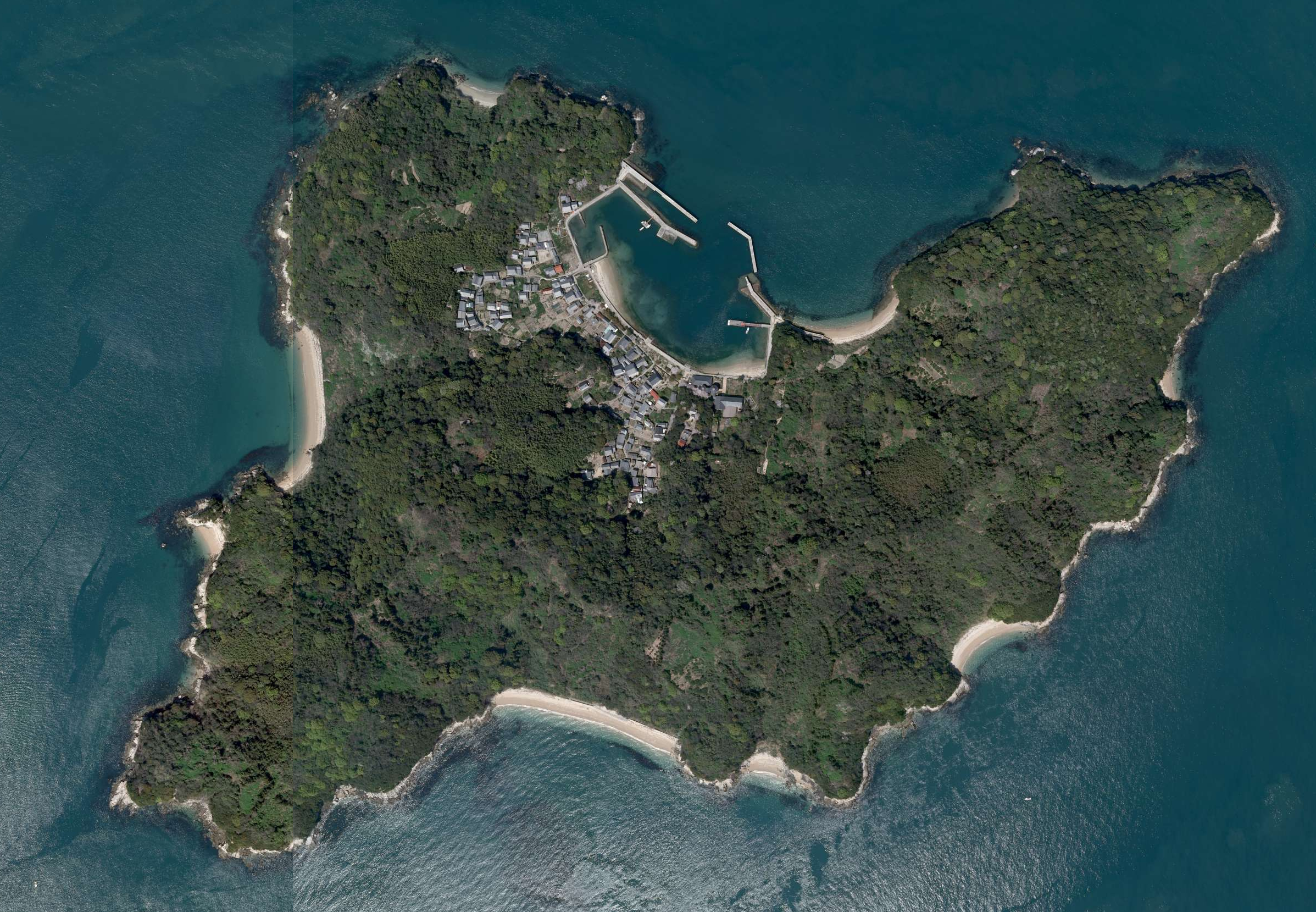
2009年

## 社会

### 行政区分
近代以降の行政区分としては、1889年村制施行により豊浜村斎島、1969年町制施行により豊浜町斎島、2005年市町村合併により呉市に編入された。
現在の住所表記は全島域が〒734-0103　呉市豊浜町斎島。

### 地域・集落
集落は島の北側に1つのみ。2015年現在で人口は10世帯15人。住民の最年少でも2016年現在で60歳以上、高齢化率は2005年度で72.4%となったが2010年度で66.7%まで下がっている。

### 人口
近代以降の人口は最盛期で546人いた記録が残るが、現代に入り住民減少が続いている。当時島には小学校も存在していた。
人口は2000年から2010年までの10年間で48.6%とほぼ半分まで減っており、将来的には集落維持が困難になることが懸念されている。
一方で高齢化率の数字でもわかる通り、島外からのこの地への移住者が出てきているのも事実である。近年は島外から移住してきた住民が中心となって野外ライブを開催し、集客を集めている。

### 生活インフラ
上水道は本州から直接つながっておらず、島外から船で運ばれ島内の簡易水道施設に供給する形をとっている。下水道は未整備区域。診療所はあるが、常駐医師はいない。携帯電話は利用可能、CATV網が構築されておりネットにも繋がる。

## 産業
島の主要産業は漁業・農業。特殊漁である「アビ漁」が有名。柑橘栽培が行われていて、2013年現在では害獣被害が深刻なもので対策が必要とされていた。ただ2015年現在で双方とも事実上廃業している。

## 歴史
この島は古来から神の宿る島として信仰され、海上航行の安全祈願が行われていた。斎内親王から幣帛を賜ったという伝承がこの島の名の由来である。島にある蛭児神社は元々斎内親王を祀る社であったと伝わっている。一方で、この島では遺跡・古墳・古城跡など埋蔵文化財は発見されていない。
天正16年（1588年）豊臣秀吉の海賊停止令の中では「伊郡喜島（斎島）では海賊行為を禁止したにもかかわらず、まだ出没している」と名指しされており、伝承によると当時の島民は秀吉により虐殺されたという。
蛭児神社が創建されたのは寛永年間（1624年から1643年）で、ヒルの被害に悩まされた住民が蛭児と素盞鳴命を祀ったのが始まりと伝わる。アビ漁が始まったのは元禄年間（1688年から1704年）あるいはその少し前と言われている。

## 施設
真名板海岸
島の南にある砂浜。名の由来は沖に平らな岩礁があることから。伝承ではその岩礁に美女が腰掛けるとサザエやアワビが寄ってくると伝わる。
蛭児神社
海上の守護諸願成就の祈所。現在の社殿は明治33年再建で、一間社流造り。
あび神社
豊島室原神社の境外社である恵比須神社の分社で、創建不明だが古くからあったと伝わる。その名のとおりアビを祀る神社。

## 出身者
- 本谷祐一 - 実業家

## 交通
- 斎島汽船
  - 久比（大崎下島）- 立花（大崎下島）- 豊島（豊島）- 大浜（大崎下島）- 斎島

## 参考資料
- “広島県離島振興計画（令和5年度～14年度）”.   広島県. 2024年8月25日閲覧。